# II. Balduin jeruzsálemi király
II. Balduin jeruzsálemi király és edesszai gróf (franciául: Baudouin de Bourcq; Franciaország, 1060-as évek? – Jeruzsálem, 1131. augusztus 21.) frank nemes, keresztes lovag, 1100–1118 között Edessza grófja, 1118–1131 között Jeruzsálem királya.
Uralkodása alatt több muszlim támadást vert vissza, maga is vezetett hódító hadjáratokat. A vetélkedő keresztes fejedelmeket igyekezett egységben tartani; az egyházzal folytatott vitája ugyanakkor majdnem a jeruzsálemi pátriárkatus és a királyság nyílt szakításához vezetett. Regnálása alatt alakult meg az ispotályos és a templomos lovagrend; ezek hasznosságát a király felismerte és maga is támogatta a rendeket. A velenceiekkel kötött egyezmény hosszú távra biztosította a királyság kereskedelmét és kapcsolatát az európai országokkal. Utódlását fiúgyermek híján csak nehezen tudta biztosítani, megalapozva a későbbi trónharcokat és belháborúkat.

## Élete

### Származása és ifjúkora
Baudouin de Bourcq valamikor az 1060-as években jött világra I. Hugó, Rethel grófja és Mélisente de Montlhéry második vagy harmadik gyermekeként a hét közül. Édesanyja I. Guido montlhéry-i nagyúr leánya volt. Baudouin de Bourcq egyike volt a család három fiúgyermekének, akik közül a legidősebb, Manassé feltehetően fiatalon meghalt, mivel a trónt nem ő, hanem Gerváz öccse örökölte. Három nővére közül Matild örökölte a grófságot a gyermektelenül elhunyt Gerváz gróf után.
A korabeli források és a keresztes hadjáratokról szóló krónikák szerint Baudouin de Bourcq unokatestvéri rokonságban állt II. Euszták boulogne-i gróf gyermekeivel, Bouillon Gottfried alsó-lotaringiai herceggel, III. Euszták boulogne-i gróffal és Baudouin de Boulogne-nyal. Annak ellenére, hogy ők maguk unokatestvérekként kezelték egymást, valódi rokoni szálat nem sikerült felfedezni közöttük. Steven Runciman brit történész a Keresztes háborúk története című munkája alapján egy bizonyos Ida de Boulogne, Baudouin de Bourcq nagyanyja jelentette a rokoni szálat a Boulogne-ház és a Rethel-ház között. Ida de Boulogne ugyan valóban létezett, de sem I. Hugó gróf, sem Mélisente de Montlhéry nem tartozott a leszármazottai közé. Alan V. Murray történész egy másik hipotézist állított fel: szerinte Baudouin de Bourcq apai ági dédapja, II. Manasse, Rethel grófja ismeretlen vezetéknevű házastársa, Dada lehet anyai nagyanyja a három Boulogne fivérnek. Az elméletet a történész arra alapozta, hogy Dada és a Boulogne fivérek nagyanyja, Doda neve feltűnően hasonló.
Más feltételezések szerint III. Manassé felesége Judit lotaringiai hercegnő volt, III. Gottfried alsó-lotaringiai herceg és Doda lánya, aki egyben Ida lotaringiai hercegnő, II. Euszták boulogne-i gróf feleségének nővére volt. Amennyiben ez helytálló, akkor magyarázatot ad I. Balduin jeruzsálemi király és II. Balduin között fennálló szoros kapcsolatra.
1096-ban, az első keresztes hadjárat meghirdetése után Baudouin de Bourcq csatlakozott a Szentföldre tartó seregekhez, hátrahagyva családját. A csapatokat unokatestvérei, Bouillon Gottfried, II. Euszták boulogne-i gróf és Baudouin de Boulogne vezették Bizáncig, ahonnét is az előzetes tervek szerint a többi keresztessel egyesülve kellett volna továbbvonulniuk a Szentföldre. I. Alexiosz bizánci császár – ámbár maga kérte a pápa segítségét az előretörő muszlimok ellen – többször is kénytelen volt saját csapatait küldeni a keresztesek fosztogatásainak féken tartására. A keresztes vezetők és a császár közötti súrlódásokat nem egyszer Baudouin de Bourcq simította el tárgyalások útján. A keresztesek több hónapnyi bizánci állomásozás után tovahaladtak úti céljuk felé. Miután megérkeztek Marasba, a sereg kettévált: a fősereg Bouillon Gottfried irányítása alatt Jeruzsálem felé menetelt, Tancrède de Hauteville és Baudouin de Boulogne egy saját állam megalapításának reményében pedig külön csapatokkal vonult keletre. Bauduoin de Bourcq unokatestvérével tartott Edessza városába. Itt 1098 márciusában Baudouin de Boulogne létrehozta az első keresztes államot Edesszai Grófság néven, amelynek ő lett az uralkodója. Unokatestvérét elhagyván Baudouin de Bourcq belépett Bohemund tarantói herceg és utóbb antiókhiai fejedelem szolgálatába, hogy Edessza és a második keresztes államként alapított Antiókhia között mint nagykövet működjék. Baudouin de Bourcq jelentős szerepet töltött be az antiókhiai államban és a diplomáciai életben egyaránt. 1100-ban az antiókhiai fejedelem a danismend törökök fogságába esett; ekkor nagyon rövid időre Baudouin de Bourcq lett a fejedelemség régense.

### Magánélete; házassága és gyermekei
| „                                                  | Jámbor és istenfélő ember, aki figyelemre méltóan hűséges és nagy tapasztalatokkal bír a katonáskodás terén. | ” |
| – Türoszi Vilmos II. Balduin jeruzsálemi királyról | |   |

Baudouin de Bourcq „csinos férfi volt, hosszú szőke szakállt viselt, megjelenése nem gerjesztett félelmet… Könnyebb volt a közelébe férkőzni, derűs, kellemes ember volt, szerette az egyszerű tréfákat, ugyanakkor körmönfont és ravasz is volt, kevésbé nyitott és őszinte… Képes volt látványos gesztusokra, ám általában kicsinyes volt, nem bőkezű. Az egyházi ügyeket önkényesen kezelte, de mélyen vallásos volt, a bőr is megkeményedett térdén a sok imádkozástól.” Türoszi Vilmos krónikás szerint Baudouin de Bourcq beceneve emberei körében a „Tüske” volt. Ibn al-Kalaniszi arab történetíró „Kis Balduin” néven utalt Baudouin de Bourcq-ra, megkülönböztetendő unokatestvérétől, Baudouin de Boulogne-tól. Az arab krónikás szerint az „ő [Baudouin de Bourcq halála] után nem maradt senki sem, akiben megvolt a józan ítélkezés és a kormányzás képessége.” Galbertus véleménye ugyanakkor jelentősen eltért a többi történetíróétól; az ő szemében Baudouin de Bourcq „kapzsi és fösvény volt.”
Baudouin de Bourcq 1101 körül feleségül vette Morfia melitenei úrnőt (?–1126), egy örmény nemesember és egy örmény hercegnő leányát. Felesége hatására Baudouin de Bourcq keleti, főként az örményekre és a muszlimokra jellemző szokásokat vett át, például „keleti kaftánt kezdett hordani és szőnyegre kuporodva étkezett.” A keleti kultúra jellegzetességei hamar elterjedtek udvartartása és a többi frank nemesember körében: „a frankok szíriai orvosokat, szakácsokat, szolgálókat, kézműveseket és munkásokat alkalmaztak. Keleti ruhákba öltöztek, étrendjükben ott szerepeltek a helyi konyha ételei és a keleti gyümölcsök. Ablakaikban üveg volt, padlóikon mozaikok, házaik udvarán szíriai mintára készített szökőkutak. Táncosnők szórakoztatták őket, a temetéseken hivatásos siratókat alkalmaztak, fürdőt vettek, szappant használtak, cukrot ettek.”
Baudouin de Bourcq és Morfia melitenei úrnő boldog, példaértékű házasságból négy leánygyermek született:
- Melisenda trónörökösnő (1105–1161), később Jeruzsálem királynője
- Aliz királyi hercegnő (1110 körül–1151 után), házassága révén Antiókhia fejedelemasszonya
- Hodierna királyi hercegnő (1110 körül–1164 körül), házassága révén Tripolisz grófnéja
- Ioveta királyi hercegnő (1120–1170 körül), Szent Lázár kolostorának apátnője.

## Uralkodása

### Edesszai grófként

A keresztes államok 1135-ben

1100. július 18-án meghalt a jeruzsálemi uralkodó, Bouillon Gottfried. Az I. Balduin edesszai gróf néven regnáló Baudouin de Boulogne rövid közjáték után elfoglalta a jeruzsálemi trónt, és önmagát királynak címezve megkezdte uralkodását. Mielőtt elindult volna a fővárosba, a gróf magához hívatta Baudouin de Bourcq-ot, és őt tette meg utódjává. A II. Balduin nevet viselő Baudouin de Bourcq egy olyan ország uralkodója lett, amely névleg önálló volt ugyan, a valóságban viszont a jeruzsálemi király vazallusi függésben tartotta. Edessza grófsága – nem lévén természetes határai – állandó mozlim fenyegetettség árnyékban élt. A folyamatosan pénzszűkében lévő II. Balduin csak a helybéliektől remélhetett katonai támogatást, ezért igyekezett jó viszonyt kialakítani és fenntartani a környező örmény uralkodókkal. Ennek érdekében megtűrte azok ortodox vallását, s feleségül vette az idős örmény fejedelem, Gábor melitenei nagyúr leányát. A hercegnő mellé járó tekintélyes összegű hozományt többek között antiókhiai katonák felfogadására áldozta. A toborzott sereggel felmentette a Szukmán emír által ostromlott Szarúdzs városát.
II. Balduin gróf rövidesen megbízható helyettesre és hű barátra tett szert Josselin de Courtenay francia nemes személyében. A lovaggal egyébként anyai ágról elsőfokú unokatestvéri rokonságban állt; és Josselin de Courtenay ugyanúgy egy francia főúr kisebbik, pénztelen fiúgyermeke volt, mint II. Balduin: mindketten a felemelkedés reményében csatlakoztak a keresztes hadjáratokhoz. II. Balduin unokatestvérére bízta az Eufrátesztől nyugatra eső területet, aminek a központja Tulbesszer erődje volt. Az edesszai gróf ezalatt tárgyalásokat folytatott a danismendi emírrel I. Bohemund antiókhiai fejedelem szabadon bocsátásáról, mivel a fejedelem helyett régensként uralkodó Tankréd galileai fejedelem ambíciói és törekvései veszélyt jelentettek a gróf számára. A hatalmas váltságdíjat – mintegy 110 000 bizánci aranyat – az edesszai uralkodó és Bernát antiókhiai pátriárka közösen gyűjtötték össze kölcsönökből, hadizsákmányokból és váltságdíjakból. 1103 tavaszán a váltság ellenében szabadon bocsátották az antiókhiai fejedelmet, aki visszatérvén uradalmába átvette a hatalmat.
Minthogy az Edesszai Grófság a Jeruzsálemi Királyság vazallus állama volt, II. Balduin edesszai gróf kötelességei közé tartozott segítséget nyújtani a jeruzsálemi uralkodónak a muszlimok elleni harcában. 1102-ben az edesszai gróf és a galileai fejedelem is segédkeztek a jeruzsálemi királynak az egyiptomi seregekkel szemben Aszkalon vára alatt. 1104-ben a szeldzsuk törökök szervezett, összefogott katonai inváziót indítottak Edessza ellen. II. Balduin segítséget kért és kapott az antiókhiai udvartól; az egyesített edesszai, galileai és antiókhiai hadak május 7-én a harráni csatában súlyos vereséget szenvedtek, s ráadásul a gróf és Josselin de Courtenay török fogságba került. Az edesszai had csaknem teljesen elpusztult; a megmaradtakat Tankréd galileai fejedelem nyerte meg magának, és támogatásukkal Edessza régensének kiáltotta ki magát. I. Bohemund antiókhiai fejedelem „örömmel szabadult meg” unokaöccsétől. A keresztesek rabul ejtettek egy szeldzsuk hercegnőt, akiért Dzsekermis szeldzsuk emír 15 000 arany váltságdíjat vagy az edesszai grófot ajánlott fel. Az ajánlat hírére a jeruzsálemi király felszólította a galileai és az antiókhiai fejedelmet, hogy szabadítsák ki az edesszai uralkodót. A pénztelen fejedelmeknek azonban kapóra jött az összeg, azonkívül Tankréd herceg sem szívesen vált meg pozíciójától. Ennélfogva azt a „választ küldték Jeruzsálembe, hogy nem lenne diplomatikus azonnal elfogadni Dzsekermis ajánlatát, aki partnerei habozását látva, talán még többet is fog ígérni. Közben azonban megállapodtak az emírrel, megkapták a pénzüket, és Balduin gróf továbbra is fogoly maradt.”
II. Balduin gróf Moszul várában raboskodott eleinte Dzsekermis emír, az ő halála után pedig Dzsaválí emír udvarában. Josselin de Courtenay viszont egy másik muszlim fejedelem fogságába került. 1107-ben egy családi viszályt kihasználva Josselin de Courtenay kiszabadulhatott váltságdíj fejében; s ezután minden erejét az edesszai uralkodó kiszabadítására fordította. Az emír hatvanezer dénárt és az edesszai muszlim rabok elengedését kérte a grófért cserébe. Josselin de Courtenay csak az összeg felét tudta előteremteni, ezért önmagát ajánlotta fel túsznak a gróf helyett azzal, hogy II. Balduin majd megfizeti a maradék harmincezer aranyat. Dzsaválít „ez a gesztus meghatotta… Elfogadta Balduin helyett Joscelint, majd pár hónappal később, részben lovagiasságból … szabadon engedte, bízva ígéretében, hogy mindenképpen meg fogja fizetni a hiányzó pénzt. Nem kellett csalódnia.”
Tankréd galileai fejedelem ugyan beleegyezett abba, hogy előteremti a harmincezer aranyat, Edessza városát ellenben csak hűségeskü fejében volt hajlandó visszaadni a grófnak. II. Balduin ebbe a jeruzsálemi király hűbéreseként nem egyezhetett bele, s ezért Vazul örmény fejedelemhez fordult. Az örmény uralkodó háromszáz besenyő zsoldost állított ki a gróf kérésére, továbbá megszerezte a környékbeli örmények támogatását is. Bernát antiókhiai pátriárka és Josselin de Courtenay mint turbesszeli uralkodó szintén az edesszai gróf pártját fogták: velük szemben a galileai herceg kénytelennek bizonyult meghátrálni és átadni az uralmat a jogos és törvényes uralkodónak. II. Balduint alattvalói örömujjongással fogadták, mikor 1108-ban bevonult a városba. Az edesszai gróf megtartotta szívélyes viszonyát egykori fogva tartójával: több muszlim foglyot is szabadon bocsátott, engedélyezte a szarúdzsi mecset újjáépítését és nekifogott a hiányzó váltságdíj törlesztéséhez. A pénzt szállító karavánt azonban kifosztotta Ridván aleppói uralkodó, mire Dzsaválí emír haddal támadt rá. Aleppó ura a galileai fejedelemmel lépett szövetségre, az edesszai gróf és unokatestvére az emírnek segítettek. Mindkét fél seregében vegyesen szolgáltak keresztények és mozlimok egyaránt; a csatát a beduinok felvonultatásával az aleppói–galileai fél nyerte meg. II. Balduin visszatért Edesszába, ahol megerősítette uralmát, korábbi örmény politikáját alapjaiban változtatta meg: több örményt letartóztatott, sokukat a város elhagyására kényszerítette. A történészek számára ma sem egyértelmű, mi történt a városban az uralkodó távolléte alatt; elképzelhető, hogy az örmények vissza akarták szerezni függetlenségüket.
1109-ben a jeruzsálemi király kibékítette Tankréd herceget és II. Balduin grófot; azonban 1110 elején a két nagyúr ismét egymást gyanúsította azzal, hogy titokban bátorítják és segítik Maudúd moszuli atabéget. Az atabég áprilisban ostrom alá vette Edesszát, s a király által vezetett felmentő seregek csak két hónap múlva érkeztek meg. A muszlimok a túlerőtől megrettenve visszavonultak Harranig; a király újfent megbékélésre kényszerítette a galileai fejedelmet és az edesszai grófot. Egyesítve seregeiket, a keresztény uralkodók együtt vették üldözőbe az atabéget. Döntő összecsapásra nem került sort; ugyanakkor a moszuli hadak elpusztították az Eufrátesz túlpartján fekvő keresztény területeket. Nyilvánvalóvá vált, hogy a folyón túl a keresztesek nem vethetik meg tartósan a lábukat: az a rész tulajdonképpen elveszett, lecsökkentve az Edesszai Grófság méretét.
1112 nyarán Maudúd atabég újból támadást indított Edessza ellen. Josselin de Courtenay leleplezett egy, az unokatestvére ellen szőtt összeesküvést – idejében tájékoztatta II. Balduint, aki gyorsan leszámolt az árulókkal. A tél folyamán ellenben a gróf váratlanul Josselin de Courtenay ellen fordult, árulással vádolta meg. Josselin de Courtenay „viselkedése nem nyújtott alapot Balduin gyanújához: valószínűleg mindennek Balduin féltékenysége volt az oka.” Az edesszai uralkodó börtönbe vetette rokonát, és csak a hűbérbirtokáról történő lemondás után eresztette el. Josselin de Courtenay később a jeruzsálemi királytól elnyerte a galileai fejedelmi címet. Ugyanebben az évben, míg a gróf távol volt a városból unokatestvére hűbérbirtokának átvétele okán, az örmények a moszuli atabég kezére tervezték átjátszani a várost. II. Balduin időben rájött minderre; fővárosa összes örmény lakosát erővel átköltöztette Szamószatába. Mintegy bosszúként 1117-ben hadjáratot indított a folyóvölgyi kis örmény fejedelemségek ellen: Biredzsik, Korosz és Gargar fejedelemségeit sorra elfoglalta, koronájukat frank lovagtársaira és kipróbált embereire ruházta, az örmény uralkodókat bebörtönözte. A hódításokat a keleti mozlim fenyegetés átmeneti csökkenése tette lehetővé: az előző években sorozatos keresztes támadások érték a muszlim uralkodókat és városaikat. 1118-ra az Edesszai Grófság helyzete megszilárdult, köszönhetően a frank fejedelmek kiegyezésének és megbékélésének, valamint a szaracénok felett aratott győzelmek hosszabb távú hatásának.

### Jeruzsálemi királyként

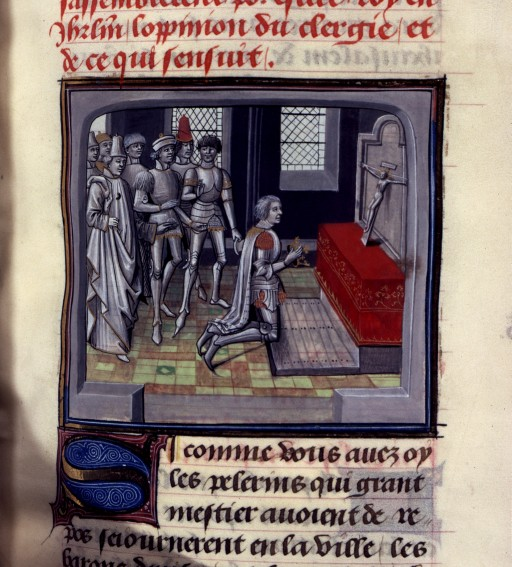
II. Balduin jeruzsálemi király koronázása 1119. december 25-én

1118. április 2-án I. Balduin jeruzsálemi király utód nélkül halt meg. Az összegyűlő keresztesek és frank nagyurak a koronát az egykori király fivérének, III. Euszták boulogne-i grófnak ajánlották fel. Az 1113-ban Edesszából száműzött Josselin de Courtenay ügyes taktikázással elérte, hogy a boulogne-i gróf visszautasítsa a koronát, s ily módon a nagyurak az edesszai grófnak kínálják fel azt. Josselin de Courtenay tettének hátterében az húzódott, hogy a frank nemes ez úton akart befolyásos pozícióba jutni – segítségéért cserébe unokatestvére újbóli bizalmát és az edesszai koronát várta. Miután Arnulf jeruzsálemi pátriárkát is megnyerte az ügynek, Josselin de Courtenay elismertette az edesszai uralkodót az új jeruzsálemi királynak. II. Balduin gróf elfogadta a jeruzsálemi trónt; s minthogy a húsvéti zarándoklat okán éppen úton volt fővárosba, királlyá kenését igen rövid időn belül, április 14-én, Húsvét vasárnapján tartották. Az alatt a rövid idő alatt, amíg már ő maga jeruzsálemi király volt, de edesszai utódját még nem nevezte meg, a grófságot Galéran du Puiset frank nemes és keresztes lovag vezette régensként. II. Balduin április 21-én, hálából segítségéért, Josselin de Courtenay személyében jelölte ki az új edesszai grófot.
A trónutódlás körüli zavarokat kihasználva muszlim csapatok törtek két oldalról is az országra: a szeldzsukok Szíria, a fátimidák Egyiptom felől támadtak. II. Balduin gyorsan felülkerekedett a helyzeten; az ellenséges csapatokat egyetlen csata megvívása nélkül meghátrálásra kényszerítette. 1119-ben a muszlimok az antiókhiai területekre támadtak, Ilgází vezérük Aleppó megszerzése ürügyén vezetett hadat a frankok ellen, valódi célul az antiókhiai állam leigázását tűzve ki. Ilgází megnyerte Togtekin damaszkuszi atabég támogatását is, akinek seregeit Ilgází türkmén hada Kinnaszrínnál várta volna be. A jeruzsálemi király nyugatra vonult a királyi sereggel, hogy támogatást nyújtson Salernói Rogernek, Antiókhia régensének. Salernói Roger, figyelmen kívül hagyva a király utasításait, nem várta be a jeruzsálemi erősítést, és június 28-án összecsapott a muszlim erőkkel. A csata ager sanguinis (’vérmező’) néven vonult be a történelembe: az antiókhiai hadsereg csaknem teljes egésze odaveszett, beleértve Salernói Rogert is. Ilgází számtalan frank foglyot ejtett, akit Aleppóba való bevonulása után a város utcáin halálra kínoztatott. A türkmének ugyanakkor nem tudták kihasználni a vérmezei csatából adódó előnyüket, minthogy a keresztesek egy támadástól tartva rendkívül erős védelemmel szerelték fel Antiókhiát. Maga II. Balduin király is a városba sietett, ahol örömmel fogadták őt. Minthogy Salernói Roger elesett, és a kiskorú II. Bohemund antiochiai fejedelem nem tudta kormányozni az országát, a fejedelemség vezetői a jeruzsálemi királyt hívták meg Antiókhia régensének. Maga a II. Bohemund ekkor még nem is tartózkodott a Szentföldön; a gyermek édesanyjával élt az itáliai Puglia tartományban. A vérmezei csatában lemészárolt normann lovagok és nagyurak helyébe a jeruzsálemi király új antiókhiai nemeseket állított, a fejedelemséghez tartozó birtokokat újra elosztotta.
Közben a muszlim hadak – Togtekin és Ilgází egyesített seregei – vészesen közeledtek Antiókhia felé; sorra foglalták el a környék kisebb helyőrségeit és keresztény városait. Az augusztus 13-án Hab falva mellett a keresztesek győzelmet arattak a mozlimok felett; II. Balduin király Biredzsik, Atárib és Zardana kivételével visszavette a helyőrségeket. Az őszt még Antiókhiában töltötte, ahonnét decemberben tért vissza a fővárosba feleségével és kisleányaival. A karácsonyi ünnepségek keretében Betlehemben megkoronázták az uralkodót és a feleségét, Morfia melitenei úrnőt.

#### A lovagrendek és más belügyek
II. Balduin uralkodásának első éveiben alakult meg a három lovagrend közül kettő: az ispotályosok rendje 1113-ban kezdte meg működését mint jótékony gyógyító szervezet, de a keresztes háborúk hatására mind jobban katonai jelleget öltött. 1119. december 25-én a jeruzsálemi Szentsír-templomban kilenc frank származású lovag szegénységi, szüzességi és tisztasági fogadalmat tett – ekkor alapult meg a templomosok lovagrendje. Szíriai Mihály középkori krónikás tanúsága szerint a király győzte meg a társaságot arról, hogy a szokásos szerzetesi életmóddal szemben a katonait válasszák „azért, hogy megmentsék a lelkét, és védelmezzék a szent helyet a rablóktól.” A Hugues de Payns vezette kis csoport felesküdött a királyság védelmére, így az uralkodó és Gormond jeruzsálemi pátriárka egyaránt adományokkal és egyéb kiváltságokkal igyekeztek támogatni a rendet. II. Balduin király még saját palotájának egy részét is feláldozta, mikor a Templom-hegy déli részén álló és a királyi palotának átalakított al-Aksza-mecset egyik sarkát a rendnek adta szálláshelyül. A keresztények e helyet Salamon templomaként tisztelték; innen származik a templomosok elnevezése is: „Jézus Krisztus és Salamon Templomának szegény katonái”, illetve „Salamon Templomának lovagjai”. II. Balduin király támogatásáról biztosította a lovagrendeket. Azok függetlenek voltak a királytól, csak a pápának tartoztak engedelmességgel; adományba kapott hűbérbirtokaikat is saját belátásuk szerint igazgathatták. Ezen kiváltságok fejében a lovagrendek biztosították a szentföldi fejedelmek számára az állandó katonai utánpótlást, a képzett és edzett harcosokat. Mind a templomosok, mind az ispotályosok engedelmesen viszonyultak II. Balduin királyhoz; hatalmi törekvésük csak egy nemzedék múlva fordította szembe őket a királyi fennhatósággal.
1120. január 26-án vette kezdetét a király és Gormond de Picquigny jeruzsálemi pátriárka által összehívott nabluszi tanács, ahol maga az uralkodó elnökölt. A tanács rögzítette először a királyság törvényeit írásban; noha a huszonöt egyházjogi törvény inkább vallási kérdésekkel foglalkozott, a történészek szerint a gyűlés egyaránt tekinthető korai parlamenti ülésnek és zsinatnak. Megállapodás született afféle konkordátum formájában a király és a pátriárka jogköréről is, ami különösen fontos volt az állam és a főváros szempontjából. Szintén a nabluszi tanács adományozott nagyobb jogokat és kiváltságokat az egyre inkább növekvő és tért nyerő céhek számára. A latin telepesek révén kialakulófélben lévő jeruzsálemi polgári réteg teljes kereskedelmi szabadságot nyert, ugyanakkor a helyi keresztények és az arabok is vámmentesen szállíthattak élelmet a fővárosba a jó ellátás érdekében.

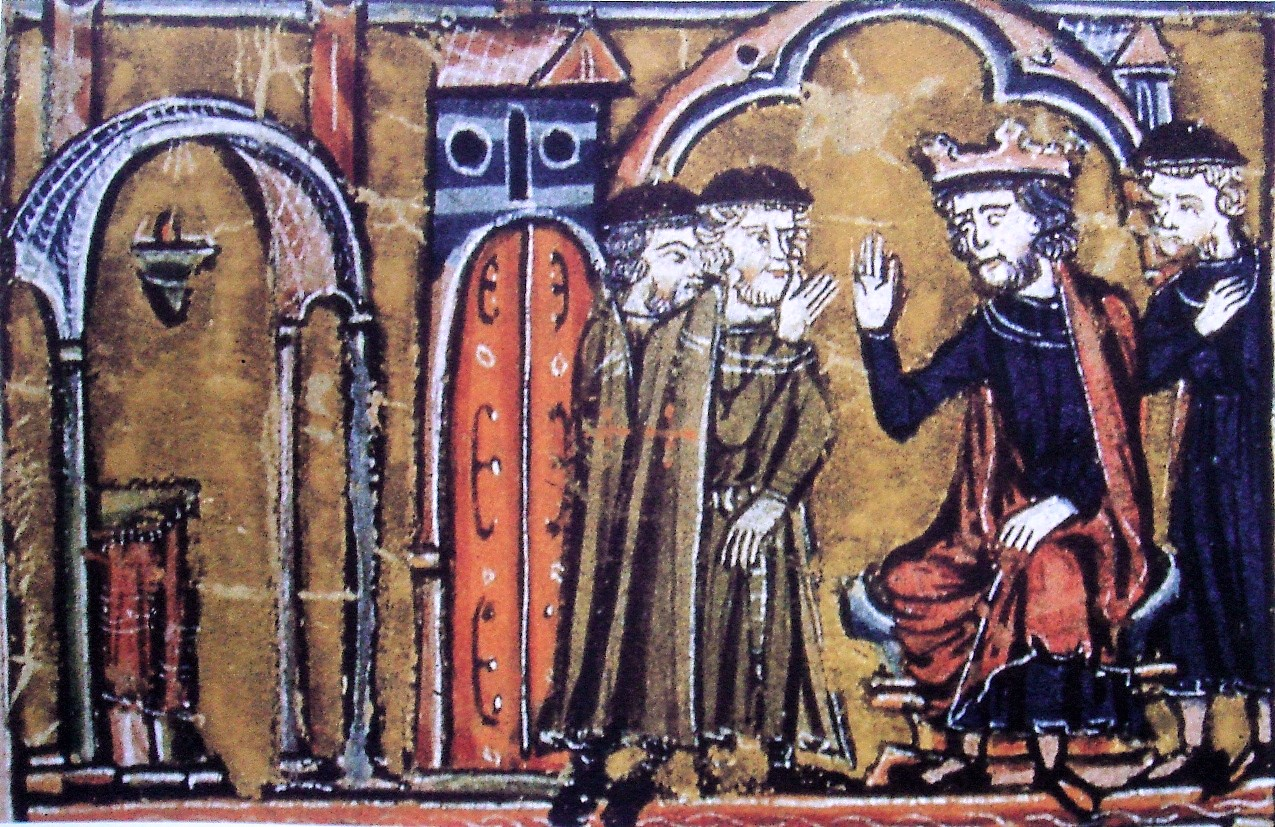
II. Balduin jeruzsálemi király és a templomosok vezetői

1120-ban Ilgází és egyik kormányzója ismét rátört az északi keresztes országokra; a jeruzsálemi seregek azonban sikeresen visszaverték a támadásokat. II. Balduin fegyverszünetet kötött Ilgázíval: területeik között éles határvonalat húztak – állítólag ezt olyan szigorúan vették, hogy lerombolták azt a várat és malmot, amit a határ pont kettészelt.
1122. szeptember 13-án I. Joscelin edesszai gróf egy ütközet közben a mozlim Balak szarúdzsi és hanziti herceg fogságába esett, s a harpurti várban börtönözték be. A jeruzsálemi uralkodót tették meg az edesszai területek régensének, ezért a király északra ment, hogy átvegye az állam kormányzását. 1123-ban a határ védelmezése közben őt is elfogták, Galbertus szerint azért, mert a király „nem vezette jól Isten népét.” Valójában az uralkodó unokatestvére kiszabadítását fontolgatva a helyszínt jött felmérni, eközben ütött rajta váratlanul Balak herceg. II. Balduin az edesszai gróf mellé került fogdába; a király „államszervező képességét dicséri, hogy fogsága alatt is működőképes maradt a frank állam.” Jeruzsálem irányítása Eustache de Grenier keresztes lovag kezébe került a királyi tanács határozatára, aki régensként remélt hasznot húzni az uralkodó távollétéből; vezetésével a keresztények május 29-én győzedelmeskedni tudtak az egyiptomiak fölött az ibelini csatában. Eustache de Grenier ugyanakkor alig egy hónappal később, június 15-én meghalt; a régensi posztot Guillaume de Bures galileai herceg vette át. I. Joscelin 1123-ban örmény segítséggel megszökött a börtönből, és visszatért saját országába. Sereget gyűjtött unokatestvére kiszabadítására, de a szaracénok legyőzték.
A vérmezei csata után a király a Velencei Köztársaság segítségét kérte. A pápa ösztökélésére és kereskedelmi egyezmények kilátásba helyezésére egy velencei hajóhad 1122. augusztus 8-án el is indult a Szentföldre; ám az egész telet Korfu ostromával töltötték. Csak a jeruzsálemi uralkodó elfogáságának hírére folytatták útjukat, hogy 1123-ban érkezzenek meg. A király nevében a jeruzsálemi pátriárka kereskedelmi egyezményt írt alá a velenceiekkel: minden városban egy utcát kaptak templommal és fürdővel, vámmentességet élveztek, saját súlyaikat és mértékegységeiket használhatták. A király szabadulása után aláírta és maga is betartotta a szerződést; azonban annak utolsó pontját hatálytalanította – eszerint ugyanis csak a velenceiek beleegyezésével lehetett volna a más nemzetekre kirótt vámot csökkenteni, ez pedig alárendelte volna a velencei érdekeknek a királyság kereskedelmét. Velence mindezekért a zarándokok útiköltségeinek egyharmadát és virágzó kereskedelmet ígért a királyságnak. A velencei flotta hathatós segítségével jeruzsálemi kézre került Türosz városa 1124. július 7-én. Mindeközben II. Balduin király rabtartója halála után átkerült Timurtas birtokába, aki a saizari emír udvarában élt. Timurtas hajlandónak mutatkozott tárgyalni a király szabadon engedéséről; az egyezkedéseket Morfia királyné bonyolította le. A váltságdíj nagyon magas volt: nyolcvanezer dinár Timurtas részére, amiből húszat azonnal kellett kifizetni, a maradék törlesztésének záloga pedig a király legfiatalabb gyermeke, a kisleány Ioveta hercegnő és Joscelin edesszai trónörökös lett túszként. Ezenkívül a jeruzsálemiek Atareb, Zerdana és Kafartab átadására és a Timurtas által a Dubaisz ibn Szadaka beduin törzsfő ellen vezetett háború támogatására kényszerültek. II. Balduin király 1124. júniusban hagyta el a saizari udvart, ahonnét Antiókhiába ment. A Timurtassal kötött egyezséget felrúgva fogadta a beduin uralkodó követeit, és együtt vonultak Aleppó ostromára. A mozlim felmentő seregek elől végül meghátráltak, a beduin–jeruzsálemi szövetség felbomlott. II. Balduin király 1125 áprilisában, kétévnyi távollét után tért vissza a fővárosba.
Májusban il-Burszuki moszuli és aleppói uralkodó összefogta az észak-szíriai muszlimokat, elfoglalta a kafartabi erődöt, és megtámadta Zerdanát. 1125. június 11-én a szíriai Azaz mellett a keresztes államok egyesített seregei a jeruzsálemi király vezetésével győzedelmeskedtek a szeldzsuk törökök fölött; annak ellenére is, hogy a törökök jelentős számbeli fölénnyel bírtak. A csata eredményeként újra keresztény fennhatóság alá kerültek azok a területek, melyek még a vérmező csatájában vesztek el. A hadizsákmányból tellett a nyolcvanezer dinár váltságdíjra is: „minden frank lovag lemondott zsákmánya egy részéről, hogy kiválthassák a király leányát.” A felek tizennyolc hónapos fegyverszünetet kötöttek. 1126. januárban a király damaszkuszi hadjáratot vezetett, le is győzte Togtekin damaszkuszi atabéget, de súlyos veszteségei miatt mégis visszament Jeruzsálembe. Márciusban Pons tripoliszi gróffal szövetkezve tizennyolc napnyi ostromot követően bevették Rafanija erődjét: „nagyon értékes győzelem volt ez a frankok számára, a vár nemcsak Tripolisz védelmét szolgálta, hanem javította a Jeruzsálem és Antiókhia közötti összeköttetést is.”

#### Politikai szövetségek
1126 októberében megérkezett itáliai otthonából a nagykorúvá érett II. Bohemund antiókhiai fejedelem. A fiatal herceg jó benyomást tett a jeruzsálemi udvarra és a muszlim követekre egyaránt. II. Balduin király nyomban lemondott régensi címéről; az ifjú fejedelem ugyanakkor feleségül vette a király másodszülött leányát, Aliz királyi hercegnőt. A házasságtól „Balduin el volt ragadtatva, mert minden egyébtől eltekintve, Aliz önfejű, engedetlen leány volt, és Antiókhia vagy 500 kilométerre feküdt Jeruzsálemtől.” A házasság hozzájárult ahhoz, hogy a keresztény királyság megerősödjék, belpolitikája rendeződjék; s így II. Balduin hódító hadjáratot fontolgatott a búrida kézen lévő Damaszkusz ellen.
Az 1127-es esztendő folyamán a jeruzsálemi uralkodó utasítására diplomáciai küldöttség kelt útra Nyugat-Európába. A főként keresztes nemesek és templomosok alkotta csoportot a lovagrend nagymestere, Hugues de Payns és Guillaume de Bures vezette. A küldöttség feladatai közé tartozott sereget toborozni a király Damaszkusz ellen tervezett hadjáratához, a templomosok számára elnyerni a pápa beleegyezését és megnyerni V. Fulko anjoui grófot a trónörökös jeruzsálemi királyleány számára. VI. Lajos francia király tanácsára II. Balduin Anjou, egyben Maine és Tours grófját szemelte ki legidősebb leánya, Melisenda királyi hercegnő férjének, mert a gróf a hadászatban tapasztalt ember volt, aki nem mellékesen jelentős vagyont és kitűnő családi hátteret tudott maga mögött. Ráadásul személyes ismertségben áll a jeruzsálemi királyi családdal, mivel 1120-ban szentföldi zarándoklaton vett részt. A gróf elfogadta a király ajánlatát; 1129 júniusában feleségül vette a jeruzsálemi hercegnőt.
Vejével és a küldöttséggel érkező csapatokkal II. Balduin nyomban belefogott Damaszkusz ostromába. A város ura, Togtekin atabég 1128. február 12-én meghalt, utódja Tádzs al-Mulk Burí nevű fia lett. Az új uralkodó az asszaszinokkal való leszámolást fontolgatta, emiatt belharcok robbantak ki a városban. A helyzetet kihasználva októberben II. Balduin jeruzsálemi király és serege Bánjászból kiindulva tíz kilométernyire megközelítette a települést. A Guillaume de Bures vezette európai csapat és a templomosok egy része fosztogató hadjáratba kezdett; a fősereg táborhelyétől mintegy harminc kilométerre a damaszkuszi lovasság meglepetésszerűen rájuk támadott; csupán negyvenöt keresztes maradt életben. A király a győzelmet ünnepelő őrszemek lankadásában reménykedve parancsot adott a város ostromának megkezdésére, ám eleredt az eső, az utak járhatatlanná váltak, s a hadmozdulatot el kellett halasztani. A frank had visszavonult Bánjászba, ezután feloszlott.
1130 februárjában elesett az ifjú antiókhiai fejedelem, a jeruzsálemi király veje. Egyetlen leánygyermek maradt utána, akitől azonban Aliz özvegy fejedelemné, tulajdon édesanyja és II. Balduin leánya elragadta a hatalmat. A kisgyermek Konstancia fejedelemnőt teljesen mellőzve uralkodónak nyilvánította magát, és uralma megszilárdításához az év elején hatalomba került és gyorsan megerősödött Zangí moszuli atabégtől várt segítséget. II. Balduin, aki eredetileg a saját gyámsága alá kívánta venni unokáját és régenst szeretett volna kinevezni a gyermek mellé, elfogatta és felakasztatta Aliz fejedelemasszony követét. A fejedelemasszony feleletül Antiókhia örmény lakosságának támogatásával – amit édesanyja örmény volta révén szerzett meg – bezáratta tulajdon apja előtt a város kapuit. Az antiókhiai nemesség nem fogadott el uralkodójaként egy asszonyt, megnyitották a kapukat a király és Fulko anjoui gróf előtt. Aliz fejedelemasszonyt özvegyi birtokára, Latakia kikötővárosába száműzték; a gyermek Konstancia mellé pedig nagyapját, a királyt nevezték ki régensnek, bár „e tisztség elől [II. Balduin] örömest kitért volna.” A király a város irányítását az edesszai grófra bízta, maga pedig még a nyár folyamán visszament a fővárosba.

#### Az egyház és a trónutódlás kérdése

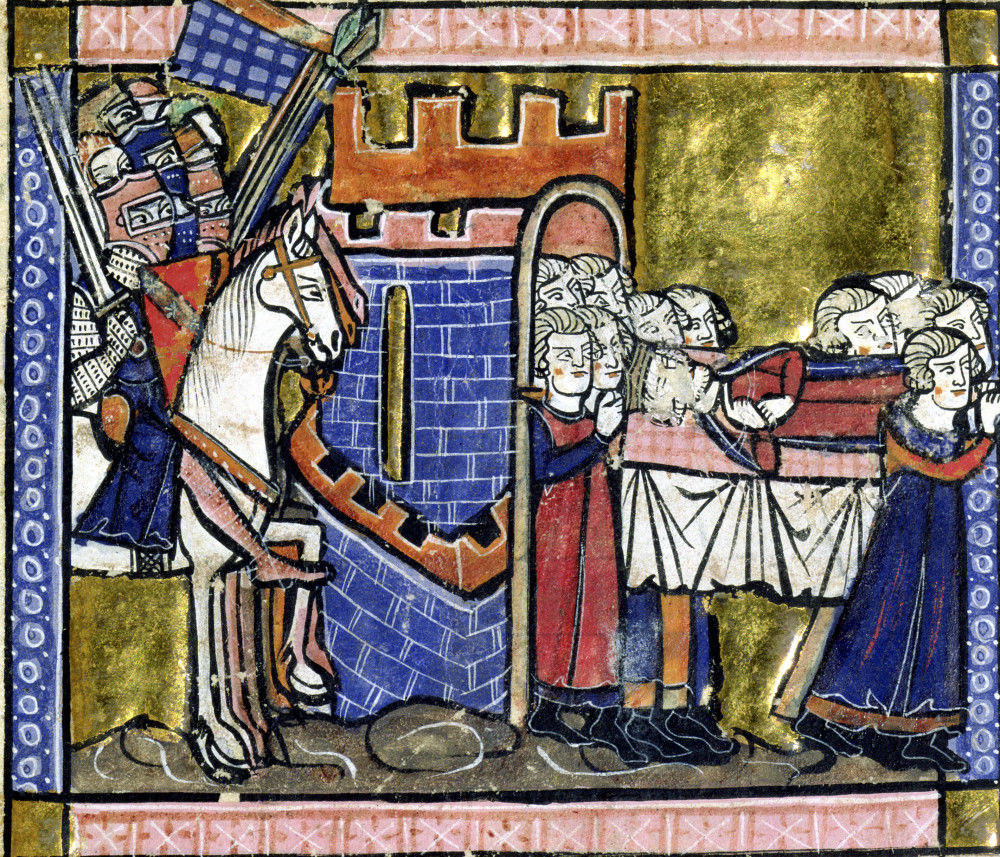
II. Balduin jeruzsálemi király gyászszertartása 1131. augusztus legvégén

1128-ban elhunyt Gormond de Picquigny jeruzsálemi pátriárka; helyébe István lépett, aki egészen addig a chartres-i kolostor apátjaként szolgálta az egyházat. Az új pátriárka és a király ugyan távoli rokonságban álltak egymással, de szinte a kezdetektől fogva mély ellentétek húzódtak közöttük. Míg elődje együttműködött az uralkodóval és bizonyos kérdésekben még alá is rendelte az egyházat az államnak, addig István pátriárka határozott nézeteket vallott arra vonatkozóan, hogy Jeruzsálem az egyház hűbérbirtoka, s nem a királyé. Az uralkodó és a pátriárka között hatalmi harc bontakozott ki. A királyi hatalom megerősödésének záloga a bárók és a lovagok támogatásának megnyerésében, illetve egy erős királyi dinasztiában rejlett. Az addigi összes jeruzsálemi uralkodót a bárók választották, és még ha egyazon családból kerültek is ki, teljesen a nemesekre voltak utalva. II. Balduin a keresztes államok megtartását egy örökletes királyság felállításával tartotta csak lehetségesnek; neki magának ugyanakkor csak leányai voltak.
1130-ban a még mindig a királyi hatalom ellen acsarkodó István pátriárka meghalt – egyes vélemények szerint megmérgezték. „István legalábbis egy cseppet sem áltatta magát azzal, hogy a király kedveli őt; amikor Balduin meglátogatta, és azt kérdezte: »Hogyan érzed magad?«, a pátriárka így válaszolt: »Attól tartok, felséges uram, úgy, ahogyan kívánod.«” Az új egyházi vezető, az angol származású William of Malines békeszerető ember lévén kompromisszumot tudott kötni az uralkodóval; s támogatta a király azon tervét, hogy legidősebb leányát tegye meg örökösének.
1131 nyarára a hatvanas évei végén járható II. Balduin király egészsége megromlott; „megviselte őt hosszú, tevékeny élete, mely alatt két sanyarú rabságban töltött időszakot vészelt át.” Egészsége hanyatlását csak gyorsította második leányával való ellenségeskedése. Antiókhiából már mint beteg tért vissza a fővárosba; augusztusra nyilvánvalóvá vált, hogy haldoklik. Halála közeledését érezvén összehívta a főnemeseket, és elfogadtatta velük örököseként Melisenda királyi hercegnőt és V. Fulko anjoui grófot.
A nagybeteg király augusztusban felvetette magát a Szent Sír kanonokjainak névsorába. 1131. augusztus 21-én, pénteken halt meg szerzetesi csuhában. Elődjei mellé, a Szentsír-templomban temették el szeptember 1-jén, díszes gyászünnepséggel búcsúztatva. Örökébe végakaratának megfelelően legidősebb leánya és veje lépett mint társuralkodó királyok.